# The Vision, the Sword and the Pyre I
The Vision, the Sword and the Pyre I ist das achtzehnte Studioalbum der deutschen Progressive-Rock- und Artrock-Band Eloy. Es ist der erste Teil eines zweiteiligen Konzeptalbums über das Leben der Jungfrau von Orleans Jeanne d’Arc (1412–1431), das 25. August 2017 unter dem Musiklabel Artist Station erschienen ist.
Das zweite, abschließende Album The Vision, the Sword and the Pyre II erschien am 27. September 2019.

## Entstehungsgeschichte
Seit den frühen 1990er Jahren hegte Frank Bornemann den Wunsch ein Album über das Leben der Jungfrau von Orleans zu realisieren. Dieser Wunsch keimte 1990 nach seiner Hochzeit auf einer Reise nach Paris auf, als der die Kathedrale Notre-Dame de Paris besuchte. Erste Ansätze unternahm er mit dem Song Jeanne d'Arc auf dem 1992 erschienenen Album Destination und mit dem Titel Company of Angels auf dem Album The Tides Return Forever von 1994, den er für einen noch nicht aufgenommenen Spielfilm mit dem gleichen Titel von Kathryn Bigelow komponierte.
Nachdem Bornemann die ursprünglich französischen Textvorlagen in englische Texte umgeschrieben hatte, ging er mit den anderen Musikern der Band in die Artist Station Production Studio und Horus Sound Studios in Hannover, um die Musik zu komponieren. Zusammen mit Tontechniker Niklas Fischer nahmen sie die Titel auf, wofür eine Reihe von Gastmusikern hinzugezogen wurden. Die Arbeiten zu diesem Doppelalbum nahmen fünf Jahre in Anspruch.
Das Coverart des Albums stammt vom hannoveraner Künstler Michael Narten, der auch schon die Coverarts von Ra (1988) und Visionary (2009) lieferte.

## Besetzung
- Frank Bornemann: E-Gitarre, Gitarre, GesangKeyboards
- Klaus-Peter Matziol: E-Bass
- Michael Gerlach: Keyboards
- Hannes Folberth: Keyboards:
- Kristof Hinz: Schlagzeug, Perkussion

### Gastmusiker
- Julian Göke: E-Bass, Gesang (1)
- Isgaard Marke: Gesang (9)
- Jessy Martens: Gesang (13)
- Anke Renner: Begleitgesang (3, 5, 6, 11)
- Alexandra Seubert: Begleitgesang (3, 9, 11)
- Simon Moskon: Begleitgesang (3, 9)
- Sven-Arne Zinnke: Begleitgesang (5)
- Lisa Laage-Smidt: Begleitgesang (6)
- Simon Moskon: Begleitgesang (8)
- Kinderchor der Marktkirche Hannover: Chor (9)
- Lisa Laage-Smidt: Chorleitung (9)
- Jens Lück: Keyboard (1, 5)
- Niklas Fischer: Keyboard (3, 8)
- Artur Kühfuß: Keyboard (5, 8)
- Christoph Van Hal: Streichinstrumente (1, 10)
- Volker Kuinke: Querflöte (3, 6, 8, 10)
- Johannes Berger: Violine (9)
- Kim Hutchinson: Sprechrolle (2)
- Kai Ritter: Sprechrolle (2, 4)
- Alice Merton: Sprechrolle (5, 6, 8)
- Bick Buttchereit: Sprechrolle (8)
- Eric Pulverich: Sprechrolle (8)
- Leon Kaack: Sprechrolle (8)
- Steve Mann: Sprechrolle (8)

### Technik
- Produktion: Frank Bornemann
- Aufnahme: Arne Neurand, Benjamin Schäfer, Bodo Schopf, Emanuel Klempa, Michael Gerlach, Michael Krzizek, Christof Littmann, Timo Soist
- Tontechnik: Arne Neurand, Benjamin Schäfer, Timo Soist
- Audiomastering: Michael Krzizek, Hendrik Pauler

## Titelliste
Die Titel wurden von Frank Bornemann.
1. The Age of the Hundred Years' War – 4:17
2. Domremy on the 6th of January 1412 – 1:48
3. Early Signs… from a Longed for Miracle – 4:13
4. Autumn 1428 at Home – 0:55
5. The Call – 5:51
6. Vaucouleurs – 4:35
7. The Ride by Night... Towards the Predestined Fate (Instrumental) – 3:30
8. Chinon – 9:46
9. The Prophecy – 4:40
10. The Sword – 5:54
11. Orléans – 4:26
12. Les Tourelles – 7:24
13. Why? – 5:11

## Charts und Chartplatzierungen
Das Album erreichte am 1. September 2017 Platz 22 der deutschen Albumcharts und zwei Tage später Platz 46 der Schweizer Hitparade.
| ChartsChartplatzierungen | Höchstplatzierung | Wochen |
| ------------------------ | ----------------- | ------ |
| Deutschland (GfK)        | 22 (1 Wo.)        | 1      |
| Schweiz (IFPI)           | 46 (1 Wo.)        | 1      |